# گیلبرت فورد
گیلبرت فورد (انگلیسی: Gilbert Ford؛ ۱۴ سپتامبر ۱۹۳۱ – ۱۰ ژانویهٔ ۲۰۱۷) بازیکن بسکتبال اهل ایالات متحده آمریکا بود.
از باشگاه‌هایی که در آن بازی کرده‌است می‌توان به تگزاس لانگ‌هورنز اشاره کرد.
وی در مسابقات کشوری و بین‌المللی در مجموع برندهٔ ۱ مدال طلا شده‌است.